# Rdzeń kręgowy

Rdzeń kręgowy w kanale kręgowym

Przekrój poprzeczny przez rdzeń kręgowy z wychodzącymi korzeniami nerwów rdzeniowych

Rdzeń kręgowy (łac. medulla spinalis) – część ośrodkowego układu nerwowego, przewodząca impulsy nerwowe pomiędzy mózgowiem a układem obwodowym. U człowieka ma kształt grubego sznura, nieco spłaszczonego w kierunku strzałkowym, o przeciętnej średnicy 1 cm, barwy białej, o masie ok. 30 g. Umieszczony jest w biegnącym w kręgosłupie kanale kręgowym. U góry w otworze wielkim rdzeń kręgowy łączy się z rdzeniem przedłużonym, umowną granicę między nimi stanowi po stronie grzbietowej miejsce wyjścia pierwszej pary korzeni szyjnych, po stronie brzusznej dolna krawędź skrzyżowania piramid. Rozciąga się on na przestrzeni ok. 45 cm, od I kręgu szyjnego do górnej krawędzi II kręgu lędźwiowego, gdzie kończy się stożkiem rdzeniowym (łac. conus medullaris). Otoczony jest przez płyn mózgowo-rdzeniowy oraz błony łącznotkankowe, zwane oponami mózgowo-rdzeniowymi.
Od rdzenia odchodzą parzyste nerwy rdzeniowe, wychodzące przez odpowiednie otwory międzykręgowe. Ponieważ otwory są przesunięte względem rdzenia ku dołowi, nerwy biegną na znacznej przestrzeni wewnątrz kanału kręgowego, zanim osiągną właściwy punkt wyjścia. Zespół tych nerwów, otaczających nić końcową, nosi nazwę ogona końskiego.
Średnica rdzenia nerwowego nie jest równomierna na całej jego długości. W odcinkach, z których wychodzą korzenie nerwów przeznaczonych dla kończyn, rdzeń ma dwa wrzecionowate zgrubienia: szyjne i lędźwiowe.

## Budowa zewnętrzna
Na powierzchni zewnętrznej rdzenia widnieją w linii pośrodkowej dwie bruzdy: głębsza szczelina pośrodkowa przednia (łac. fissura mediana anterior) oraz płytsza bruzda pośrodkowa tylna (łac. sulcus medianus posterior). Dzielą one rdzeń na dwie symetryczne połowy: prawą i lewą. Dodatkowo, na powierzchni każdej połowy rdzenia zaznacza się:
- od przodu podłużna linia, zwana bruzdą boczną przednią (łac. sulcus lateralis anterior), z której wychodzą korzenie ruchowe nerwów rdzeniowych,
- od tyłu bruzda boczna tylna (łac. sulcus lateralis posterior), wzdłuż której wchodzą do rdzenia korzenie czuciowe nerwów rdzeniowych.

Bruzdy te dzielą każdą połówkę rdzenia na trzy sznury (przedni, boczny i tylny). Ponadto w odcinku szyjnym i początkowym odcinku piersiowym sznur tylny podzielony jest przez bruzdę pośrednią tylną (łac. sulcus intermedius posterior) na leżący przyśrodkowo pęczek smukły i leżący bocznie pęczek klinowaty.

## Budowa wewnętrzna
Wewnątrz rdzenia znajduje się istota szara, a na zewnątrz istota biała (odwrotnie niż w mózgowiu, gdzie istota biała znajduje się pod istotą szarą). Przez jego środek przebiega bardzo wąski kanał środkowy rdzenia (łac. canalis centralis), który ku górze przechodzi w kanał środkowy rdzenia przedłużonego. Kształt i wielkość kanału środkowego są zmienne, zależnie od odcinków rdzenia, ponadto w części dolnej, a więc w obrębie stożka rdzeniowego, tuż przed swoim ślepym zakończeniem w początkowym odcinku nici końcowej, kanał środkowy rozszerza się tworząc komorę końcową (łac. ventriculus terminalis).
U ssaków położenie stożka rdzeniowego, wskazujące koniec rdzenia kręgowego, jest różne. U człowieka koniec ten leży między drugim a trzecim kręgiem lędźwiowym, u psa przy szóstym kręgu lędźwiowym, u bydła i konia sięga kości krzyżowej, zaś u kota jest stosunkowo najdłuższy spośród wymienionych zwierząt.

### Istota szara
Ułożona jest w charakterystyczny kształt litery H, a jej ramiona oddzielone są od siebie przez sznury (należące do istoty białej). Ramię przednie substancji szarej określa się nazwą rogu przedniego (łac. cornu anterius), tylne rogu tylnego (łac. cornu posterius), ponadto w części piersiowej rdzenia występuje jeszcze róg boczny (łac. cornu laterale). Wymienione rogi tworzą na całym rdzeniu słupy istoty szarej – słup przedni (łac. columna anterior), słup tylny (łac. columna posterior) i słup boczny (łac. columna lateralis w odcinku piersiowym).
Między rogami znajduje się istota szara pośrednia (łac. substantia grisea intermedia), podzielić ją można na część środkową i boczną.
Do części środkowej należy: istota galaretowata środkowa (łac. substantia gelatinosa centralis), która otacza bezpośrednio kanał środkowy, spoidło szare przednie (łac. commissura grisea anterior) leżące przed istotą galaretowatą środkową i spoidło szare tylne (łac. commissura grisea posterior) leżące poza istotą galaretowatą środkową.
Część środkowa przechodzi bez żadnej granicy w część boczną, która sąsiaduje od przodu z rogiem przednim, a od tyłu z rogiem tylnym. Ta część jest bardzo dobrze rozwinięta w odcinku piersiowym rdzenia i tworzy tam róg boczny.
Zasadniczym składnikiem istoty szarej są ciała komórek nerwowych (perikariony i dendryty).

### Istota biała
Należą do niej trzy sznury: przedni, boczny i tylny (łac. funiculus anterior, lateralis et posterior), pooddzielane od siebie wcześniej wspomnianymi bruzdami. Oba sznury przednie łączą się ze sobą przez spoidło białe (łac. commissura alba), leżące pomiędzy spoidłem szarym przednim a dnem szczeliny pośrodkowej przedniej.
Istota biała składa się z pęczków pojedynczych wypustek komórek nerwowych – aksonów.

### Zestawienie dróg rdzenia kręgowego
- Sznur tylny
  - Drogi rdzeniowo-mózgowe
    - Pęczek smukły
    - Pęczek klinowaty

  - Drogi własne rdzenia
    - Pęczek własny sznura tylnego
    - Pęczek międzypęczkowy
    - Pęczek przegrodowo-brzeżny
- Sznur boczny
  - Drogi rdzeniowo-mózgowe
    - Droga rdzeniowo-wzgórzowa boczna
    - Droga rdzeniowo-pokrywowa
    - Droga rdzeniowo-siatkowa
    - Droga rdzeniowo-szyjna
    - Droga rdzeniowo-móżdżkowa tylna
    - Droga rdzeniowo-móżdżkowa przednia
    - Droga rdzeniowo-oliwkowa

  - Drogi mózgowo-rdzeniowe
    - Droga korowo-rdzeniowa boczna (droga piramidowa boczna)
    - Droga czerwienno-rdzeniowa
    - Droga siatkowo-rdzeniowa boczna
    - Droga oliwkowo-rdzeniowa

  - Drogi własne rdzenia
    - Pęczek własny sznura bocznego
    - Droga grzbietowo-boczna
- Sznur przedni
  - Drogi rdzeniowo-mózgowe
    - Droga rdzeniowo-wzgórzowa przednia
    - Droga rdzeniowo-siatkowa

  - Drogi mózgowo-rdzeniowe
    - Droga korowo-rdzeniowa przednia (droga piramidowa przednia)
    - Droga pokrywowo-rdzeniowa (droga czworaczo-rdzeniowa)
    - Droga siatkowo-rdzeniowa przyśrodkowa
    - Droga przedsionkowo-rdzeniowa

  - Drogi własne rdzenia
    - Pęczek własny sznura przedniego